# Petschorasee

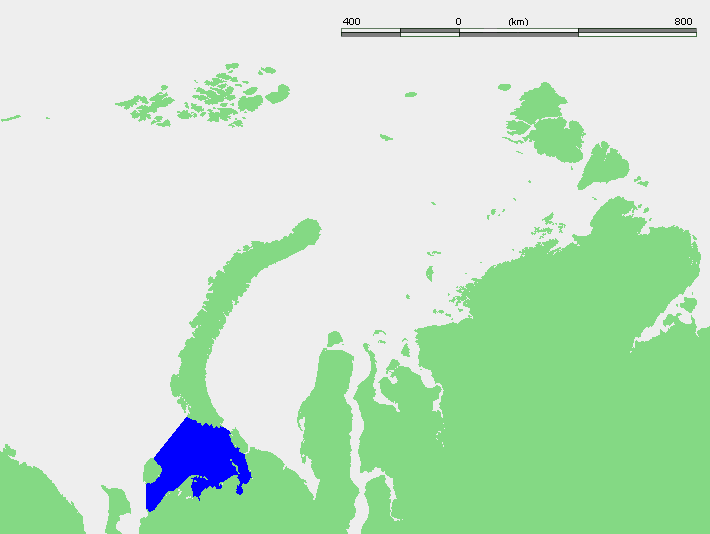
Lage der Petschorasee

Die Petschorasee (russisch Печорское море) ist ein Randmeer der Barentssee zwischen den Inseln Kolgujew im Westen, Waigatsch im Osten, der Südinsel von Nowaja Semlja im Norden und der Küste Russlands an der Jugor-Halbinsel im Süden.
Die Petschorasee ist flach, ihre durchschnittliche Tiefe beträgt 6 m; der tiefste Punkt liegt bei 210 m. Im Küstenbereich besteht eine Meeresströmung Richtung Osten, der Kolgujewstrom. Der Festlandküste sind einige Inseln vorgelagert, deren größte ist Dolgi.
Die Petschorasee ist von November bis Juni mit Treibeis und Packeis zugefroren. Der größte in sie mündende Fluss ist die namengebende Petschora. 
Im Küstenbereich und unter dem Meeresboden
gibt es beträchtliche Erdöl-Vorkommen. Die Erschließung und Förderung in der abgelegenen Region ist umstritten, auch wegen der Gefährdung des empfindlichen arktischen Ökosystems durch Plattformbau, -betrieb, sowie die damit verbundene transarktische Schifffahrt. In den Jahren 2012 und 2013 protestierte die Umweltorganisation Greenpeace im Rahmen ihrer „Save the arctic“-Kampagne mit ihrem Schiff Arctic Sunrise an der Förderplattform Priraslomnaja, die in der Petschorasee errichtet wurde.